# Powiat Aira
Powiat Aira (jap. 姶良郡 Aira-gun) – powiat w Japonii, w prefekturze Kagoshima. W 2020 roku liczył 9475 mieszkańców.

## Miejscowości
- Yūsui

## Historia

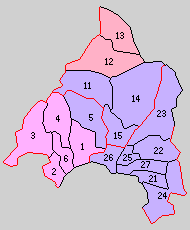
Powiat Aira w 1889 r.

- Wraz z utworzeniem nowego systemu administracyjnego 1 kwietnia 1889 roku powiat Aira został podzielony na 6 wiosek: Chōsa, Kajiki, Kamō, Mizobe, Shigetomi oraz Yamada[2].
- 1 kwietnia 1897 – powiat Aira łączy się z powiatem Nishisoo (wioski Shikine, Shimizu, 東襲山村, Fukuyama, Kokubu, Nishikokubu i Higashikokubu) oraz z powiatem Kuwabara (wioski Kurino, Yoshimatsu, Makizono, Yokogawa, Nishisonoyama). (18 wiosek)[3]
- 1 czerwca 1912 – wioska Kajiki zdobyła status miejscowości. (1 miejscowość, 17 wiosek)[3]
- 1 kwietnia 1926 – wioska Kokubu zdobyła status miejscowości. (2 miejscowości, 16 wiosek)[3]
- 1 listopada 1928 – wioska Kamō zdobyła status miejscowości. (3 miejscowości, 15 wiosek)[3]
- 10 października 1929 – wioska Nishikokubu zdobyła status miejscowości i zmieniła nazwę na Hayato. (4 miejscowość, 14 wiosek)[3]
- 1 listopada 1929 – wioska Fukuyama zdobyła status miejscowości. (5 miejscowości, 13 wiosek)[3]
- 1 stycznia 1930 – wioska Nishisonoyama zmieniła nazwę na Hinatayama[3].
- 1 kwietnia 1932 – wioska Kurino zdobyła status miejscowości. (6 miejscowości, 12 wiosek)[3]
- 10 lipca 1935 – wioska 東襲山村 zmieniła nazwę na Kirishima[3].
- 1 kwietnia 1940 – wioski Yokogawa i Makizono zdobyły status miejscowości. (8 miejscowości, 10 wiosek)[3]
- 1 kwietnia 1942 – wioska Chōsa zdobyła status miejscowości. (9 miejscowości, 9 wiosek)[3]
- 1 kwietnia 1950 – wioska 東襲山村 wydzieliła się z części wioski Kirishima. (9 miejscowości, 10 wiosek)[3]
- 11 lutego 1953 – wioska Yoshimatsu zdobyła status miejscowości. (10 miejscowości, 9 wiosek)[3]
- 3 maja 1953 – wioska Hinatayama zdobyła status miejscowości. (11 miejscowości, 8 wiosek)[3]
- 1 kwietnia 1954: (11 miejscowości, 6 wiosek)
  - miejscowość Kokubu połączyła się z wioską 東襲山村 i częścią wsi Shimizu[3].
  - miejscowości Hayato i Hinatayama oraz część wsi Shimizu utworzyły miejscowość Hayatohinatayama[3].
- 10 maja 1954 – miejscowość Kokubu powiększyła się o teren wsi Higashikokubu i Shikine. (10 miejscowości, 4 wiosek)[3]
- 1 stycznia 1955: (10 miejscowości, 2 wioski)
- miejscowość Chōsa, wioska Shigetomi i część wsi Yamada utworzyły miejscowość Aira[3].
- część wsi Yamada została włączona do miejscowości Kamō[3].
- 1 lutego 1955 – miejscowość Kokubu zdobyła status miasta. (9 miejscowości,  2 wioski)[3]
- 1 kwietnia 1957 – miejscowość Hayatohinatayama zmieniła nazwę na Hayato[3].
- 3 listopada 1958 – wioska Kirishima zdobyła status miejscowości. (10 miejscowości, 1 wioska)[3]
- 1 kwietnia 1959 – wioska Mizobe zdobyła status miejscowości. (11 miejscowości)[3]
- 22 marca 2005 – miejscowości Kurino i Yoshimatsu połączyły się tworząc miejscowość Yūsui. (10 miejscowości)[3]
- 7 listopada 2005 – w wyniku połączenia miejscowości Hayato, Fukuyama, Kirishima, Mizobe, Yokogawa i Makizono z miastem Kokubu powstało miasto Kirishima. (4 miejscowości)[3]
- 23 marca 2010 – w wyniku połączenia miejscowości Aira, Kajiki i Kamō powstało miasto Aira. (1 miejscowość)[3]